# تيد كينج
تيد كينج (بالإنجليزية: Ted King)‏ مواليد 31 يناير 1983 في إكزتر، نيوهامبشير، الولايات المتحدة، هو دراج أمريكي في صنف سباق الدراجات على الطريق.

## روابط خارجية
- تيد كينج على موقع أرشيف الدراجات (الإنجليزية)
- تيد كينج على موقع إحصائيات الدراجات الإحترافية (الإنجليزية)
- تيد كينج على موقع نسبة الدراجات (الإنجليزية)

- تيد كينج على موقع أرشيف الدراجات (الإنجليزية)
- تيد كينج على موقع إحصائيات الدراجات الإحترافية (الإنجليزية)
- تيد كينج على موقع نسبة الدراجات (الإنجليزية)